# Confiture
 (septembre 2012).
Si vous disposez d'ouvrages ou d'articles de référence ou si vous connaissez des sites web de qualité traitant du thème abordé ici, merci de compléter l'article en donnant les références utiles à sa vérifiabilité et en les liant à la section « Notes et références ».
La confiture est un gel obtenu par cuisson de fruits avec du sucre : le chauffage extrait (et dégrade un peu) les molécules de pectine des parois cellulaires, qui se réassocient lors du refroidissement, surtout si le milieu est un peu acide, et s'il contient plus de 45 % de saccharose ("sucre de table"). C'est une technique de conservation des aliments, et c'est également un moyen de consommer certains fruits astringents comme le coing ou amers comme la bigarade.
La confiture peut être utilisée pour agrémenter des beignets, des tartines, les yaourts nature, etc.

## Histoire

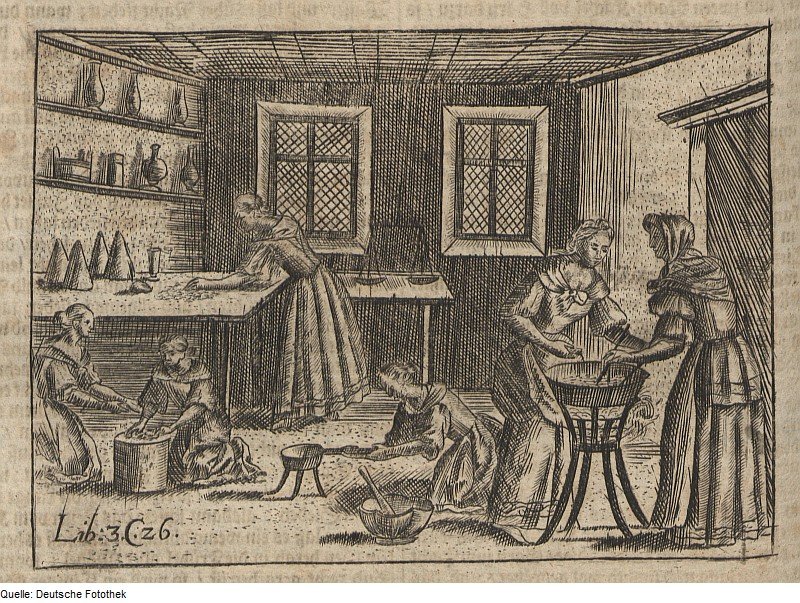
Confection de confiture au XVIIe siècle

En 73 ap. J.-C, Pline l'Ancien dans son Histoire naturelle évoque parmi les recettes de conservation de son époque la cuisson des coings dans du miel, des raisins confits dans du moût, des olives confites dans du sel puis de la margine et du vin cuit, ainsi que des chardons confits dans du vinaigre avec du miel. Au IVe siècle, Palladius dans le traité sur l'agriculture De Re Rustica décrit des recettes de verjus de raisin confits dans du miel, et de sirop de mûres contenant du miel.
À l'époque des croisades, le sucre est introduit en Europe par l'intermédiaire du monde arabe ainsi que les confitures[réf. souhaitée]. Au Moyen Âge, l'appellation « confitures » désigne toutes les confiseries réalisées à partir d'aliments cuits dans du sucre, du sirop ou du miel : bonbons, fruits confits, etc.[réf. souhaitée]. La confiture actuelle était appelée électuaire, du latin « eleucterium », signifie « médicament à lécher »[réf. souhaitée]. Originaire de la pharmacopée arabe, elle était alors utilisée comme traitement[réf. souhaitée]. Différentes recettes trouvent rapidement leur place aussi dans le boutehors, le dernier service des banquets médiévaux.[réf. souhaitée]
En 1555, Nostradamus publie un Traité des fardemens et confitures, qui comprend des conseils sur la préparation des confitures, et leur usage médicinal.
Longtemps considérées comme un produit de luxe, les confitures se banalisent au début du XIXe siècle grâce à la découverte du sucre de betterave. Aujourd'hui, elles sont considérées comme un aliment de plaisir, à l'intérêt nutritionnel assez faible : elles contiennent beaucoup de glucides et un peu de fibres. La plupart des vitamines sont éliminées durant la cuisson.

## Techniques de fabrication

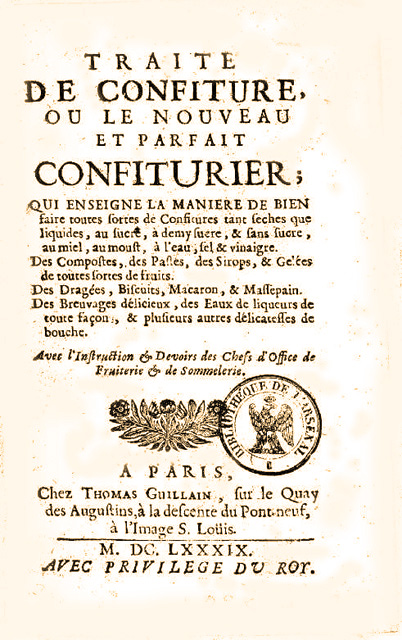
Le Nouveau et Parfait Confiturier, 1689

Les fruits, éventuellement dénoyautés, épépinés et pelés, et coupés en morceaux, sont mis dans un récipient (casserole, marmite, bassine à confiture), et bouillis avec l'équivalent de leur poids en sucre (ou équivalent en pouvoir sucrant en fructose) jusqu'à ce que le mélange s'épaississe. La confiture est versée, encore bouillante, dans des pots à fermer avec un couvercle.
La bassine à confiture est traditionnellement en cuivre, pour assurer une meilleure prise de la confiture disait-on , et de forme légèrement évasée pour faciliter l'évaporation de l'eau contenue dans les fruits. La bassine en cuivre facilite la gélification des molécules de pectine, car ces dernières peuvent être pontées par des ions cuivre (Cu2+). Ce mécanisme fonctionne de manière identique avec l'ion calcium Ca2+. Le cuivre est également le meilleur métal conducteur de chaleur.
Les confitures produites artisanalement sont remuées avec des spatules en hêtre, bois réputé pour avoir un goût neutre.
En refroidissant, la confiture se solidifie parfois sous l'action gélifiante des pectines, polysaccharides naturellement présents dans les fruits. Certaines personnes ajoutent un gélifiant tel que l'agar-agar ou de la pectine lorsqu'elles utilisent uniquement des fruits pauvres en pectine comme les fruits trop mûrs, les cerises, les framboises, les poires ou la rhubarbe par exemple. Également, lorsqu'elles utilisent des fruits trop mûrs ou relativement doux comme le coing, le kiwi, la pêche, ou la poire, elles ajoutent un acidifiant (généralement du jus de citron) pour empêcher la formation de cristaux de sucre. La gélification est une étape primordiale dans la confection d’une confiture pour assurer sa texture, qui ne doit être ni trop liquide, ni trop compacte.

### Conservation
Les confitures étaient, dans le passé, le moyen privilégié pour conserver les fruits les plus fragiles (par exemple : les abricots, les fraises, les mûres) après la récolte. C'est la dessiccation par le sucre qui permet à la confiture de se conserver : le sucre attire par osmose l'eau vers l'extérieur des germes, ce qui les dessèche. Si la quantité de sucre n'est pas suffisante pour assurer cette conservation à température ambiante, on obtient une compote. On utilise généralement du sucre blanc cristallisé car le sucre non raffiné peut contenir des impuretés qui risquent d'altérer la conservation [réf. nécessaire].
.

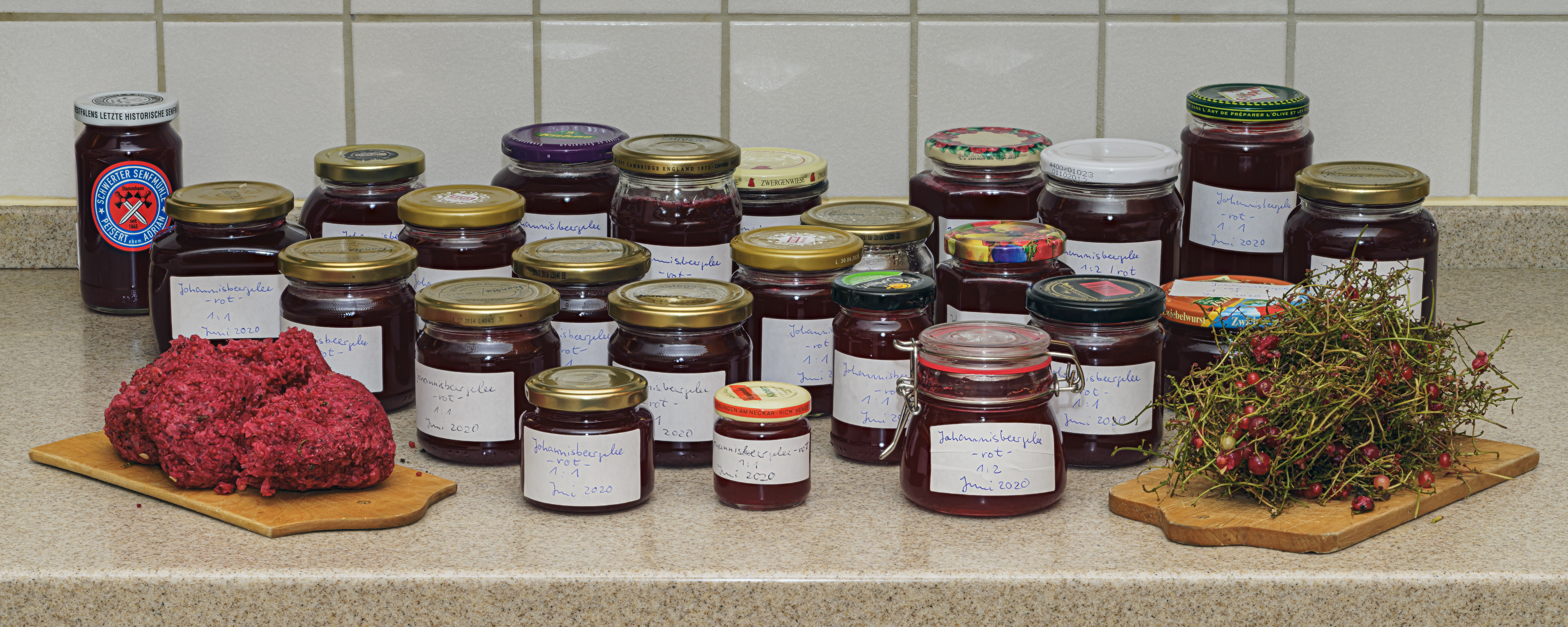
Confitures de groseilles faites maison, juin 2020.

Lors de l'élaboration de confitures ménagères, il arrive parfois qu'un dépôt de moisissures se forme à la surface de la confiture, généralement de l'espèce Aspergillus glaucus. Pour éviter cela, il faut que les fruits aient atteint le seuil de pasteurisation et que les bocaux soient scrupuleusement nettoyés et refermés de façon étanche pour assurer une conservation optimale. Ces précautions permettent une conservation allant jusqu'à quelques années. L'étape du capsulage est ainsi très important puisque, à une haute température, les micro-organismes sont tués par stérilisation du pot.
Avec des couvercles à vis, on doit bien les visser pendant que la confiture reste très chaude. Après refroidissement, on vérifiera l'aspect concave du couvercle, preuve de son étanchéité. Prévoir une bonne poigne pour l'ouverture.

## Types de confitures

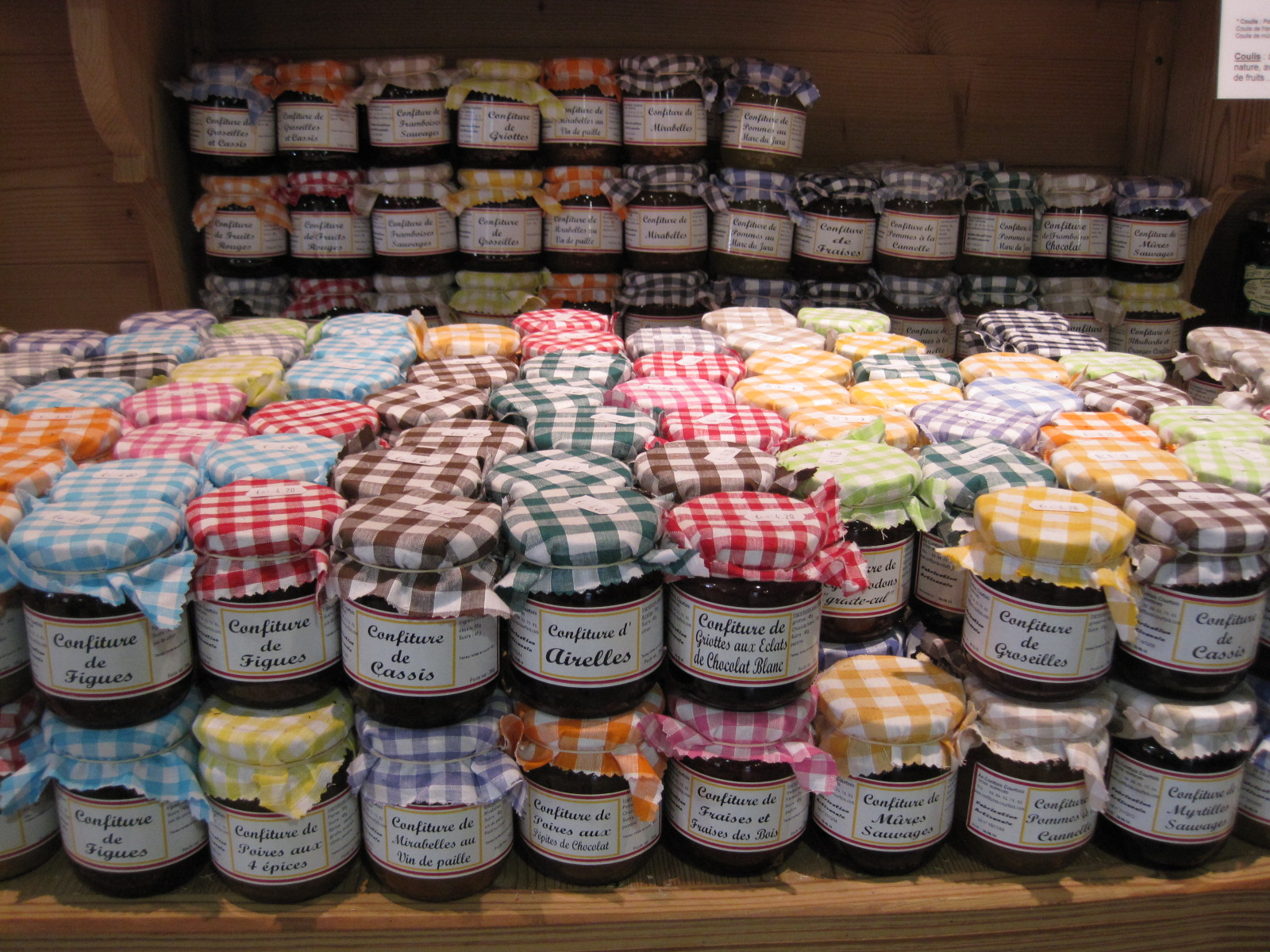
Des pots de confiture du commerce.

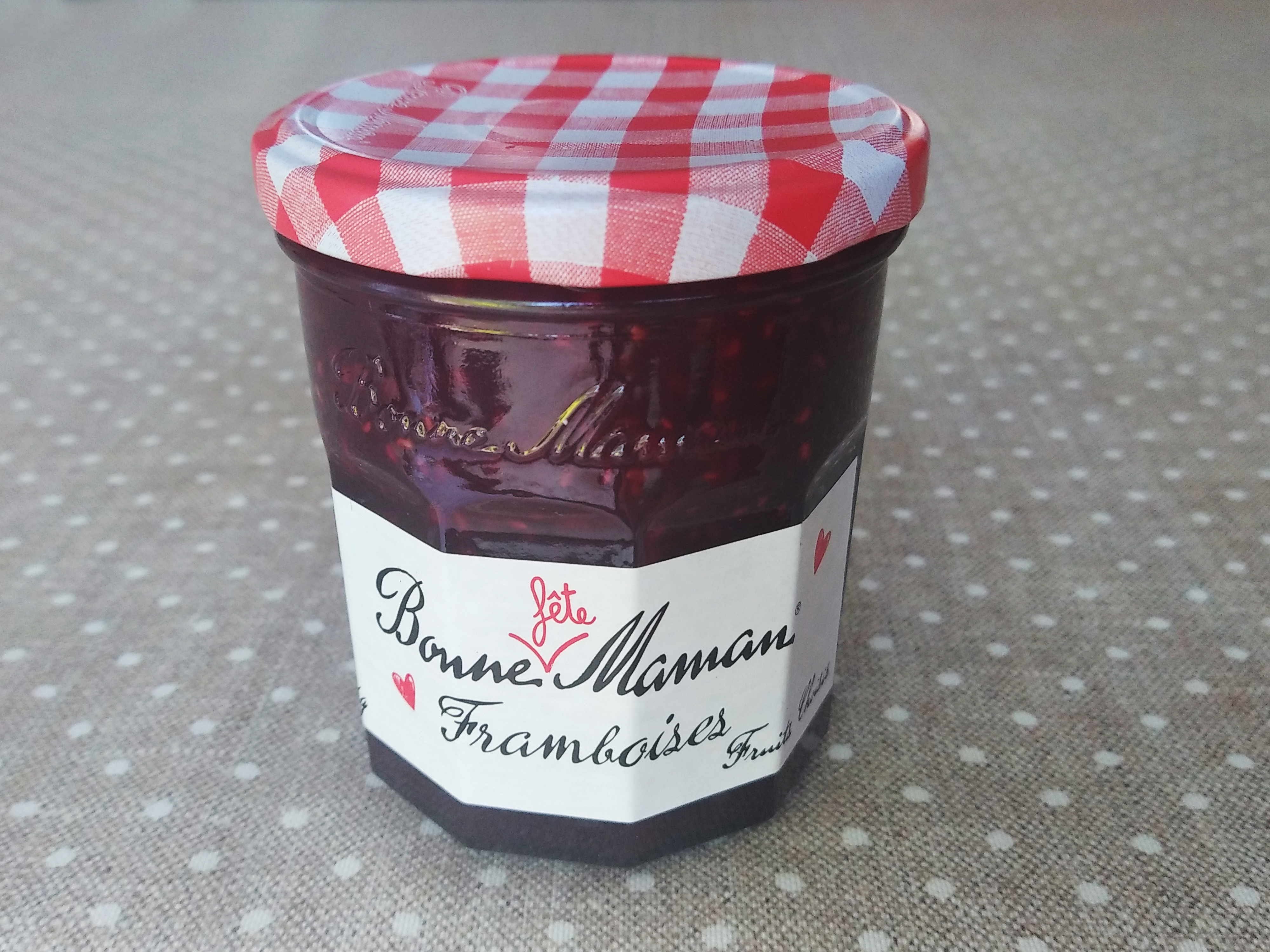
Pot de confiture de framboise de la marque française Bonne Maman, avec une étiquette "spéciale Fête des Mères".

Les confitures proprement dites désignent des préparations où la pulpe des fruits est uniformément distribuée dans un sirop épais. On peut faire de la confiture à partir de tous les fruits : abricot, châtaigne, fraise, framboise, orange, melon, mûre, myrtille, sureau, prune, rhubarbe… Elles doivent contenir, selon la loi française, au moins 55 % de sucres (modification par décret 2008-183 du 26 février 2008 ; avant c'était 60 %) une fois la cuisson effectuée et 35 g de fruits minimum pour 100 g de produit mis en œuvre (dans la bassine avant cuisson). Les confitures allégées doivent contenir 42 % à 45 % de sucres après cuisson et 50 g de fruits minimum mis avant cuisson. Pour avoir l'appellation « confiture », la préparation de fruits doit contenir au minimum 55 % de sucres après cuisson (sucre ajouté + sucre du fruit).
En dessous de ce seuil, ces produits sont appelés "préparation de fruits" ou "confiture allégée". Certaines confitures « haut de gamme » peuvent contenir plus de fruit que le minimum imposé par la réglementation. Mais au-delà de 65 % de fruits, la qualité n'est pas améliorée car les quantités d'eau à évaporer apportées par les fruits sont trop importantes.
De plus, il faut différencier la confiture (sans plus) qui contient au minimum 35 % de fruits de la confiture extra qui en contient au minimum 45 %.
Stéphan Perrotte, par exemple, champion du monde de la confiture 2015, ne peut appeler confitures ses préparations artisanales à base de fruits car ses produits ont un taux de sucre de 50 g pour 100 g.
En Australie, on trouve de la confiture de prune kakadu, de rosellas. En Europe centrale on prépare une confiture très épaisse de prune, qui s'apparente à de la pâte de pruneaux, sans ajout de sucre.

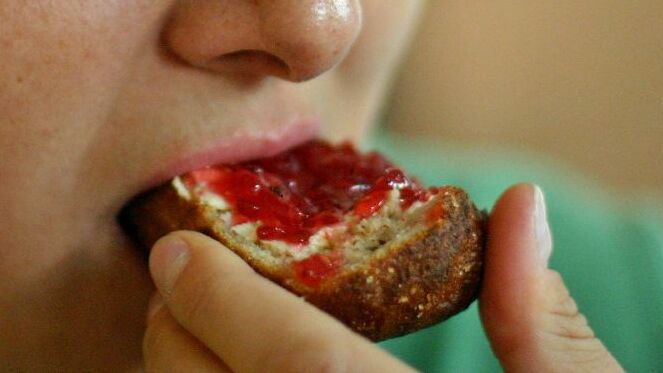
Consommation d'une tartine à la confiture.

Il existe de nombreuses recettes de confitures :
- Confiture d'abricots ;
- Confiture de cynorrhodon ;
- Confiture de pétales de roses. Les pétales de roses ou d'églantiers sont comestibles mais n'ont pas, crus, un goût agréable.
- Confiture de mûres ;
- Confiture de pastèques et de gigérine, spécialité de la Provence occidentale et des Charentes[9]. Elle est réalisée à base de gigérines et de zestes de citrons. Le volume de fabrication, restée longtemps ménager, est actuellement issu de l'industrie agroalimentaire. La chair de cette pastèque à confiture est verdâtre et contient des graines rouges. Cette cucurbitacée est relativement pauvre en vitamines et ne présente pas de valeur nutritive particulière. Elle porte le nom de confiture de citres dans l'arrondissement d'Apt, et de confiture de mérévilles dans celui de Carpentras[10].

### Gelée
Une gelée est une confiture où n'est pas conservée la pulpe des fruits.
Le jus des fruits, habituellement extrait après une première cuisson, peut être cuit avec du sucre pour former une gelée. Si la préparation obtenue est liquide on parle alors de sirop.
On trouve des gelées de groseille, de cassis, de coing, de pomme…

### Marmelade
Une marmelade était à l'origine une confiture de coing (marmelo en portugais). Depuis les années 1980, le terme désigne plutôt une confiture à base d'agrumes ou alors une préparation très épaisse dans laquelle les morceaux de fruits ne sont pas totalement pris en gelée : marmelade d'ananas, marmelade de citron vert, à l'orange, etc.
Le terme est historiquement associé à tous types de fruits, mais une directive européenne datant de 1979 (dir. 79/693/CEE) dispose que le terme « marmelade » ne peut s'appliquer qu'à des produits élaborés à partir d'agrumes. La portée générale du terme a de ce fait été réduite, en s'alignant sur le sens que les Anglo-Saxons lui attribuent.

### Confit de fleurs
Les appellations confitures ou gelées étant réservées aux préparations à base de fruits, on appelle confit de fleurs les productions qui utilisent des fleurs comme ingrédient principal.
La recette du miel de pissenlit utilise par exemple les fleurs ou capitules de pissenlits.

### Autres préparations
Les confitures sont des préparations pâteuses. D'autres recettes permettent d'obtenir des préparations liquides comme les sirops.
En réservant la pulpe des fruits les plus riches en pectine, il est possible d'obtenir une friandise solide : la pâte de fruits. Les fruits confits sont également obtenus avec une recette similaire, mais la cuisson est beaucoup plus douce pour permettre au sucre de remplacer l'eau des fruits sans déstabiliser leur pulpe.
Les chutneys sont des préparations de fruits aigres-douces qui servent de condiments dans la cuisine indienne.

### Confitures de légumes
Il est possible de faire de la confiture avec certains légumes : aubergines (caviar), courgettes, concombres, carottes, cardons, oseille, rhubarbe, oignons rouges, tomates vertes ou rouges, patates douces, poivrons rouges, citrouille…

### Autres
Une préparation à base de lait entier ou concentré est appelée confiture de lait.

## Réglementation

### Europe
Ces produits sont encadrés par la directive 2001/113/CE du Conseil du 20 décembre 2001 relative aux confitures, gelées et marmelades de fruits, ainsi qu'à la crème de marrons, destinées à l'alimentation humaine.
À la suite de l'entrée dans la Communauté Économique Européenne du Portugal en 1986, et pour que celui-ci puisse vendre sa confiture de carotte, spécialité locale, la CEE a dû officiellement faire de la carotte un fruit, car il était impossible d'appeler confiture un aliment confectionné à partir de légumes.

### France
Un décret définit les fraudes et falsifications en matière de produits ou de services en ce qui concerne les confitures (et « gelées et marmelades de fruits et autres produits similaires ») : 
« La teneur en matière sèche soluble des confitures, confiture extra, gelée, gelée extra, marmelade, marmelade-gelée, déterminée par réfractomètre, doit être égale ou supérieure à 55 %. Elle est fixée à 75 % minimum pour les crèmes de fruits à coque, autres que la crème de marrons, mentionnées au titre Ier de l'annexe et à 60 % minimum pour la crème de marrons, la crème de pruneaux, le confit de pétales, le confit de fruits confits et le raisiné de fruits. Ces teneurs en matière sèche soluble ne sont pas applicables aux produits pour lesquels les sucres ont été remplacés partiellement ou totalement par des édulcorants. »
En fonction du processus de fabrication la confiture peut avoir une DLC ( Date limite de consommation) ou une DDM ( Date de durabilité minimale ).

#### Historique de la réglementation en France
Avant 2008, la teneur en matière sèche soluble des confitures, confitures extra, etc., était fixée à 60 %.